# Kaspar Müller (Künstler)

Kaspar Müller, fotografiert von Mark Peckmezian

Kaspar Müller (* 9. April 1983 in Schaffhausen) ist ein Schweizer Künstler und Kunstpädagoge. Sein Werk umfasst Malerei, Zeichnungen, Druckgrafiken, Objektkunst, Fotografien, Videokunst und Filme.

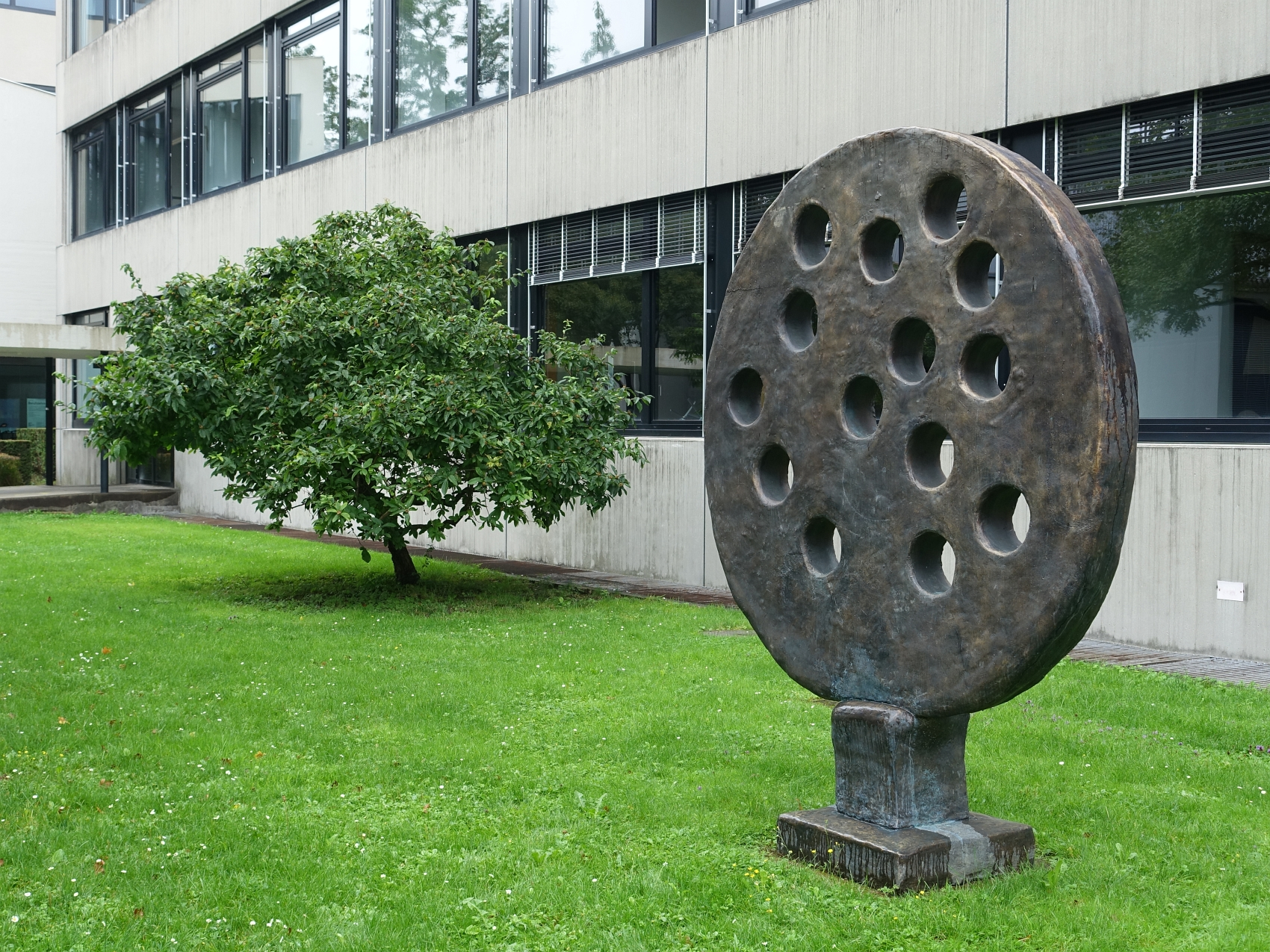
Figur 4 (Scheiben), 2009, Allgemeine Gewerbeschule Basel

## Leben und Werk
Kaspar Müller studierte von 2003 bis 2006 an der Hochschule für Gestaltung und Kunst in Basel bildende Kunst sowie Medienkunst. Als freischaffender Künstler war er Mitinitiant der Kunsträume «Vrits» (2006–2009) und «Galen» (2009–2010) in Basel. 2011 übersiedelte Müller nach Berlin. Seit 2015 unterrichtet er als Gastdozent an der École cantonale d’art de Lausanne (ECAL). Seine Werke sind in zahlreichen öffentlichen Sammlungen vertreten. Heute lebt Müller abwechslungsweise in Berlin und Zürich.
In Kaspar Müllers Praxis erscheinen scheinbar vertraute Gegenstände irgendwie als Hieroglyphen. Eine Reihe von alltäglichen, aber dennoch seltsam hermetischen Motiven tauchen in seinem Werk wie verschwundene Erinnerungen auf. Die bisherigen Arbeiten reichen von physisch greifbaren Skulpturen bis hin zu schattenhaften Reproduktionen von Bildern. Oftmals in rekursiven Schleifen arbeitend, schafft Müller schwer fassbare Installationen, die die Fluktuationen und Transformationen des kreativen Prozesses zwischen dem Raum des Ateliers und der Galerie inszenieren. Für Müller gleicht dieser Prozess der Archäologie, doch die Dinge, die er anspricht, sind nicht verborgen, wir schenken ihnen nur keine Aufmerksamkeit.
Müllers Arbeiten untersuchen die Rückstände verschiedener Produktions- und Wertesysteme und nehmen die formalen und assoziativen Qualitäten von Alltagsgegenständen und -waren ins Visier. Mit seinen Lampenskulpturen, zum Beispiel, setzt sich Müller damit auseinander, wie die industrielle Beleuchtung von ihren Anfängen bis heute als Mittel zur Erzeugung von Stimmungen und Atmosphären durch den Ausdruck der eigenen ästhetischen Neigungen funktioniert. Müllers Interesse an den Begriffen Handwerk und Reproduktion, Vintage und „Fake Vintage“ veranlasste ihn dazu, eine überschwängliche und doch widersprüchliche Konstellation von Glühbirnen als eine Art Spiegel des Spektrums der industriellen Produktion und des zeitgenössischen Geschmacks zusammenzustellen.

## Auszeichnungen
- 2006: Preis der Ernte 05, Schaffhausen
- 2009: Art in public space, Kanton Basel-Stadt
- 2010: Manor-Preis 2010 Schaffhausen[4]
- 2012: Kadist – Kunsthalle Zürich Production Award[5]
- 2015: Swiss Federal Design Awards „The Most Beautiful Swiss Books“[6]

## Ausstellungen (Auswahl)

### Einzelausstellungen
- 2009: Bias, Kunsthaus Baselland, Basel[7]
- 2010: Manorpreis Schaffhausen, Museum zu Allerheiligen, Schaffhausen
- 2011: Circuit (with Emil Michael Klein), Centre d’Art Contemporain, Lausanne
- 2013: Forever Alone and Around the World, Kunsthalle Zürich, Zürich
- 2014: I shrunk the kids, Kunsthalle Bern, Bern
- 2015: Frankfurt Freakout, Museum im Bellpark, Kriens[8]
- 2017: Presentation with Tina Braegger, Shanaynay, Paris Internationale, Paris
- 2019: Allegiance and Oblivion, Vleeshal, Middelburg[9]
- 2019: Rendering of Service in the Pitch of the Bruise, Der Tank, Basel[10]

### Gruppenausstellungen
- 2010: On Publications, Portraits, Public Art and Performance, The Modern Institute, Glasgow
- 2012: The Log-O-Rithmic, curated by Fredi Fischli and Niels Olsen, GAMeC, Bergamo
- 2014: Studio for Propositional Cinema, Who Are Who, Kunstverein Düsseldorf
- 2015: The Grand Reception, Aachener Kunstverein, Aachen
- 2018: Readymades belong to everyone, Swiss Institute, New York
- 2021: Stop Painting, Fondazione Prada, Venedig[11]
- 2023: Hoi Köln, Teil 1: Begrüßung des Raumes und Teil 2: Im Bauch der Maschine, Kölnischer Kunstverein, Köln[12]